# Battaglia di Grahovac
La battaglia di Grahovac si svolse nell'omonimo villaggio montenegrino tra il 29 aprile ed il 1º maggio 1858 tra le truppe ottomane e le milizie del Principato del Montenegro.

## Descrizione
Il 28 aprile le truppe ottomane di Hussein Pascià conquistarono i villaggi di Vilusi e Grahovo, puntando successivamente su Grahovac, ultima linea di difesa delle truppe montenegrine.
I combattimenti iniziarono nella mattinata del 29 aprile, quando gli Ottomani attaccarono i Montenegrini che, nonostante l'inferiorità numerica, resistettero tenacemente infliggendo gravi perdite ai nemici. Il giorno seguente Hussein Pascià offrì al comandante montenegrino Mirko Petrović-Njegoš una tregua che tuttavia venne rigettata. Il 1º maggio, nonostante gli Ottomani avessero ricevuto dei rinforzi dalla Bosnia, i Montenegrini sferrarono l'attacco decisivo. Il loro principale svantaggio era dettato dalla mancanza di pezzi d'artiglieria, decisero quindi di caricare e di conquistare i cannoni turchi. Nonostante due dei loro comandanti venissero uccisi durante la carica, i Montenegrini riuscirono nel loro intento e vinsero la battaglia.

## Conseguenze

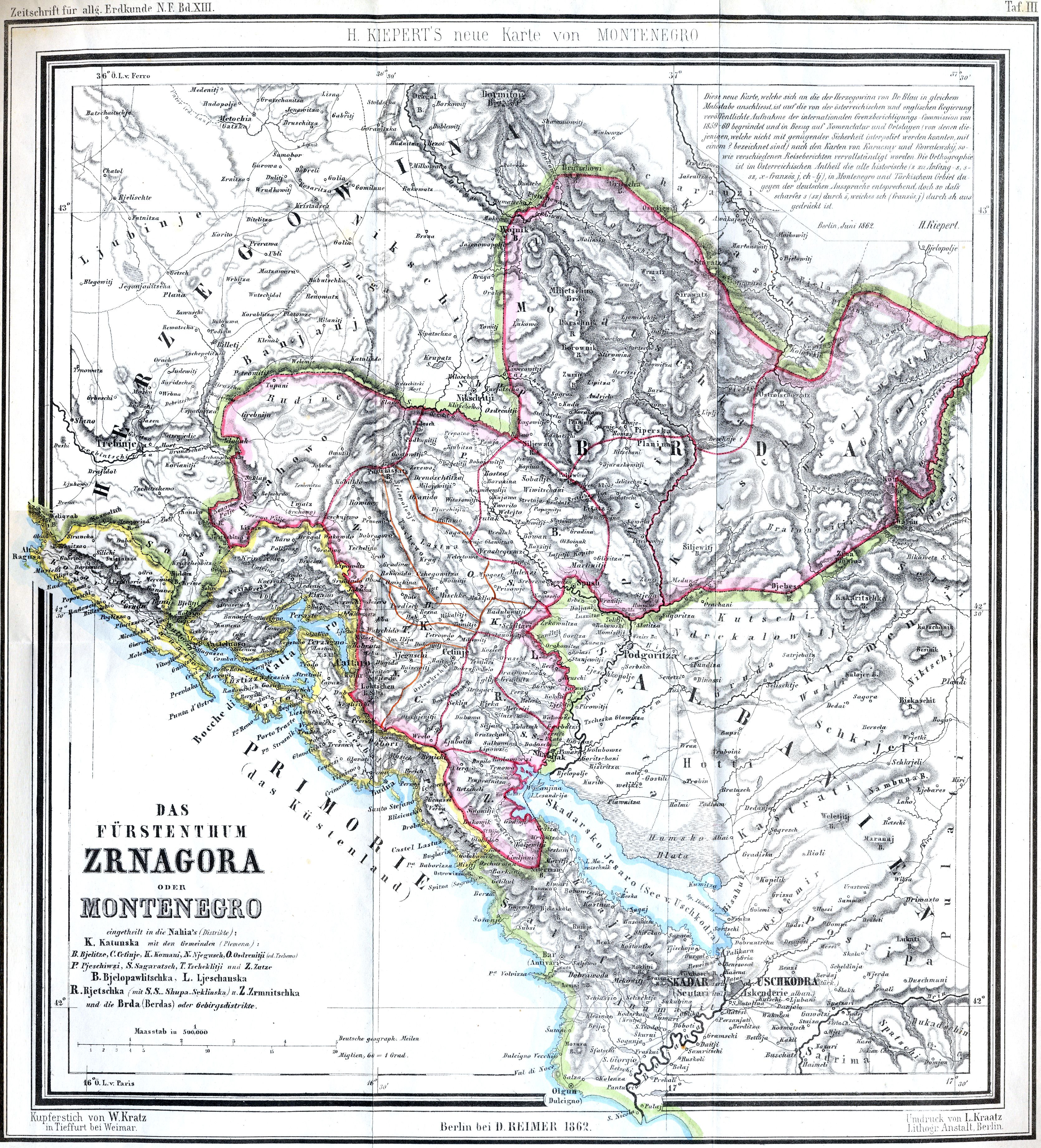
Il principato del Montenegro dopo la battaglia di Grahovac.

Al termine della battaglia i Montenegrini conquistarono un lauto bottino: otto cannoni, venti bandiere di guerra, 7 500 fucili, 500 tende, 1 200 cavalli ed un migliaio di casse di munizioni.
L'esito della battaglia costrinse le Grandi Potenze a demarcare la frontiera tra l'Impero ottomano ed il Montenegro, riconoscendo de facto l'indipendenza del piccolo stato balcanico. Il Montenegro ottenne il villaggio di Grahovo, di Rudine più il territorio del clan Nikšić. Vennero annesse porzioni delle terre dei Drobnjaci, dei Tušina, degli Uschocchi, dei Lipovo, dei Vasojevići, dei Kuči e dei Dodoši. Il principe Danilo I del Montenegro decorò tutti i reduci con la medaglia di Grahovo mentre suo fratello, il comandante Mirko Petrović-Njegoš, che già si era distinto nella guerra del 1852-53, venne insignito del titolo di Granduca di Grahovo. La chiesa valacca di Cettigne venne cinta nel 1897 con le canne dei fucili ottomani conquistati nella battaglia. Nel 2008 le autorità montenegrine eressero sul luogo della battaglia un obelisco dedicato ai caduti.